# Geremia II Tranos
Geremia II Tranos (Anchialos, 1530 circa – Costantinopoli, 4 settembre 1595) è stato un arcivescovo ortodosso greco, patriarca ecumenico di Costantinopoli a più riprese tra il 1572 ed il 1595.

## Biografia
Membro dell'influente famiglia greca dei Tranos, Geremia probabilmente studiò all'Accademia patriarcale di Costantinopoli. Divenne monaco nel monastero di San Giovanni Battista di Sozopol e poi metropolita di Larissa nel 1568. Con la deposizione di Metrofane III venne eletto patriarca per la prima volta nel maggio 1572. La prima preoccupazione fu la riforma della Chiesa costantinopolitana: convocò immediatamente un sinodo con lo scopo di sradicare la simonia presente nel clero. Restaurò anche la cattedrale dell'epoca, la chiesa della Theotokos Pammacaristos. Durante questo suo primo regno, Geremia ebbe pure dei primi contatti con i luterani, che lo portarono a condurre tra 1576 ed il 1581 i primi importanti scambi teologici tra Ortodossi e Protestanti. Nel maggio 1575, i luterani Jakob Andreae e Martin Crusius dell'Università di Tubinga presentarono al Patriarca una copia tradotta della Confessione di Augusta. Geremia II scrisse tre confutazioni note come Risposte, che stabilivano che la Chiesa ortodossa non desiderava la riforma. I luterani risposero alle prime due lettere, ma la terza lettera terminò in un disaccordo insababile tra le parti. Il 3 marzo 1578 fu giustiziato il suo protettore, Michele Cantacuzeno, e così la sua posizione si indebolì. Nel novembre 1579 Geremia fu deposto e scomunicato, mentre Metrofane III ritornò sul trono patriarcale. Peraltro gli ottomani avevano imposto un limite massimo di durata al regno del Patriarca.
Rieletto però l'anno successivo, dopo la morte di Metrofane III nell'agosto 1580, dal 1580 al 1583 Geremia ebbe contatti con papa Gregorio XIII e si sarebbe anche impegnato ad adottare la riforma del calendario: cosa respinta poi dal Sinodo di Costantinopoli del 1583. Nel 1584 Geremia regalò al papa delle reliquie provenienti dai corpi di san Giovanni Crisostomo e sant'Andrea di Creta. 
Nell'inverno tra il 1583 e il 1584 vi fu una cospirazione di alcuni vescovi greci contro di lui, guidati da Pacomio di Cesarea e Teoleto di Filippopoli, che lo accusarono di aver sostenuto un'insurrezione greca contro l'impero ottomano, di aver battezzato un musulmano e di essere in corrispondenza con il Papato. Geremia fu arrestato e subì tre processi: la prima accusa risultò falsa, ma l'ultima risultò nella sua deposizione del febbraio 1584. Fu esiliato a Rodi nel marzo 1584 da parte degli Ottomani.
Grazie all'intercessione dell'ambasciatore francese, nel 1586 Geremia ottenne la libertà dall'esilio di Rodi e iniziò un viaggio attraverso la Confederazione polacco-lituana (che comprendeva anche l'Ucraina) e lo Zarato della Russia per raccogliere fondi. Durante il suo viaggio, giunse a Mosca l'11 luglio 1588, e dopo negoziati con Boris Godunov (reggente per lo zar Fëdor I di Russia e poi suo successore), il 23 gennaio 1589 il metropolita Giobbe di Mosca (1586-1605), eletto il 17 gennaio, venne incoronato primo patriarca di Mosca e di tutta la Russia. Sulla via del ritorno a Costantinopoli, Geremia depose pure il metropolita di Kiev Onesiforo Devočka, e al suo posto nominò e consacrò Michal Rahoza. L'autocefalia del patriarcato di Mosca venne poi confermata dal Sinodo di Costantinopoli del febbraio 1593.
Nel frattempo, dopo il 1584 e la deposizione di Geremia, seguirono altri due patriarchi, Pacomio II e Teoleto II, che fu deposto nel maggio 1586. La Chiesa fu governata da un sostenitore di Geremia, il diacono Niceforo (morto nel 1596) e per dieci giorni dal diacono Dionisio il Filosofo (poi metropolita di Larissa).
Nell'aprile del 1587 Geremia fu formalmente rieletto come patriarca, ma a causa della sua assenza per il viaggio la Chiesa continuò a essere governata dal sostituto religioso, il diacono Niceforo. Nel luglio 1589 il sultano lo nominò formalmente come patriarca di Costantinopoli (terza volta). Geremia fu informato di essere nuovamente patriarca solo nel 1589 in Moldavia quando era sulla via del ritorno a Costantinopoli, dove arrivò nel 1590.
Come patriarca di Costantinopoli, Geremia ottenne alcuni privilegi per la minoranza greca sotto il dominio turco, tra cui il diritto di avere delle scuole. Prima di lui c'era solo una scuola di lingua greca nell'Impero Ottomano, la "Grande Scuola della Nazione". Con l'influenza del patriarca Geremia, alla fine del XVI secolo furono aperte sette scuole, e poi altre 40 in varie città. La sua morte avvenne nel settembre o dicembre 1595.